# Chappes, Aube

Chappes este o comună în departamentul Aube din nord-estul Franței. În 1 ianuarie 2022 avea o populație de 356 de locuitori.